# Sebastián Leto
Sebastián Eduardo Leto, född 30 augusti 1986, är en argentinsk före detta fotbollsspelare som avslutade karriären i Emirates Club. 
Leto spelade sin första professionella fotbollsmatch 2005 med moderklubben Lanús där han kom att spela totalt 52 ligamatcher innan han köptes av Liverpool sommaren 2007 för 1,85 miljoner pund. Under sin första säsong i klubben fick han sparsamt med speltid och medverkade endast i fyra matcher delvis på grund av problem med arbetstillståndet. Den 6 augusti 2008 lånades han ut till grekiska Olympiakos i ett år i väntan på att få igenom sitt arbetstillstånd i England. Den 23 juni 2009 såldes han till Panathinaikos FC.